# Neuroleon (Neuroleon) basutinus
Neuroleon (Neuroleon) basutinus is een insect uit de familie van de mierenleeuwen (Myrmeleontidae), die tot de orde netvleugeligen (Neuroptera) behoort. 
Neuroleon (Neuroleon) basutinus is voor het eerst wetenschappelijk beschreven door Navás in 1927.